# César Aira
César Aira (n. 23 februarie 1949, Coronel Pringles,  Provincia Buenos Aires) este un traducător și scriitor argentinian.